# Suis La Lune
Suis La Lune — шведская скримо-группа, созданная музыкантами из Стокгольма и Гётеборга.
Группа была основана в феврале 2005 года, в этом же году была выпущена демонстрационная и виниловая запись «Self Titled». На момент основания всем участникам группы было около семнадцати лет. Первый полноценный альбом группы, Quiet, Pull the Strings (2006), был выпущен на компакт-диске лейбла Ape Must Not Kill Ape Records, виниловая версия того же альбома вышла летом 2007 года. Группа также участвовала на Emo Apocalypse, который был выпущен на виниле React With Protest Records. Летом 2012 года на лейбле Topshelf Records вышел второй полноформатный альбом — Riala, после которого группа отправилась в турне по Европе, Великобритании и России.
В сентябре 2012 года было объявлено о временном перерыве в творчестве, который продлился около двух лет. В 2015 году Suis La Lune выпустила EP под названием Distance/Closure на лейбле Topshelf Records, а год спустя вышел сплит с группой другой шведской скримо-группой Shirokuma на Dog Knights Productions. В 2017 вышла компиляция The First Five Years, состоящая из раннего творчества группы, выпущенного за период с 2005 по 2010 год за исключением первого полноформатного альбома.
12 августа 2018 года группа сообщила о прекращении творческой деятельности на своей странице в Facebook.

## Состав

### Текущий состав
- Henning Runolf — вокал и гитара
- Andreas Olerås — бас и вокал
- Daniel Pettersson — гитара и вокал
- Karl Sladö — барабаны

### Бывшие участники группы
- Robert Svensson — гитара и вокал

## Дискография

### Альбомы
- Self Titled (2005) 3" CD-R, Selfreleased
- Self Titled (2005) 7", Leaves Records
- Quiet, Pull the Strings! (2006) CD, Ape Must Not Kill Ape Records
- Heir (2008) 10" (EP), Fasaden Records
- Suis La Lune & Osceola split (2009)
- US Tour (2010)
- Riala (2012)
- Distance/Closure (2015) (EP)

### Компиляции
- Suis La Lune/Shirokuma (2016) сплит с Shirokuma
- The First Five Years (2017) CD

### Сборники
- Emo Apocalypse (2006), 12", React With Protest Records